# Église Saint-Willibrord d'Utrecht

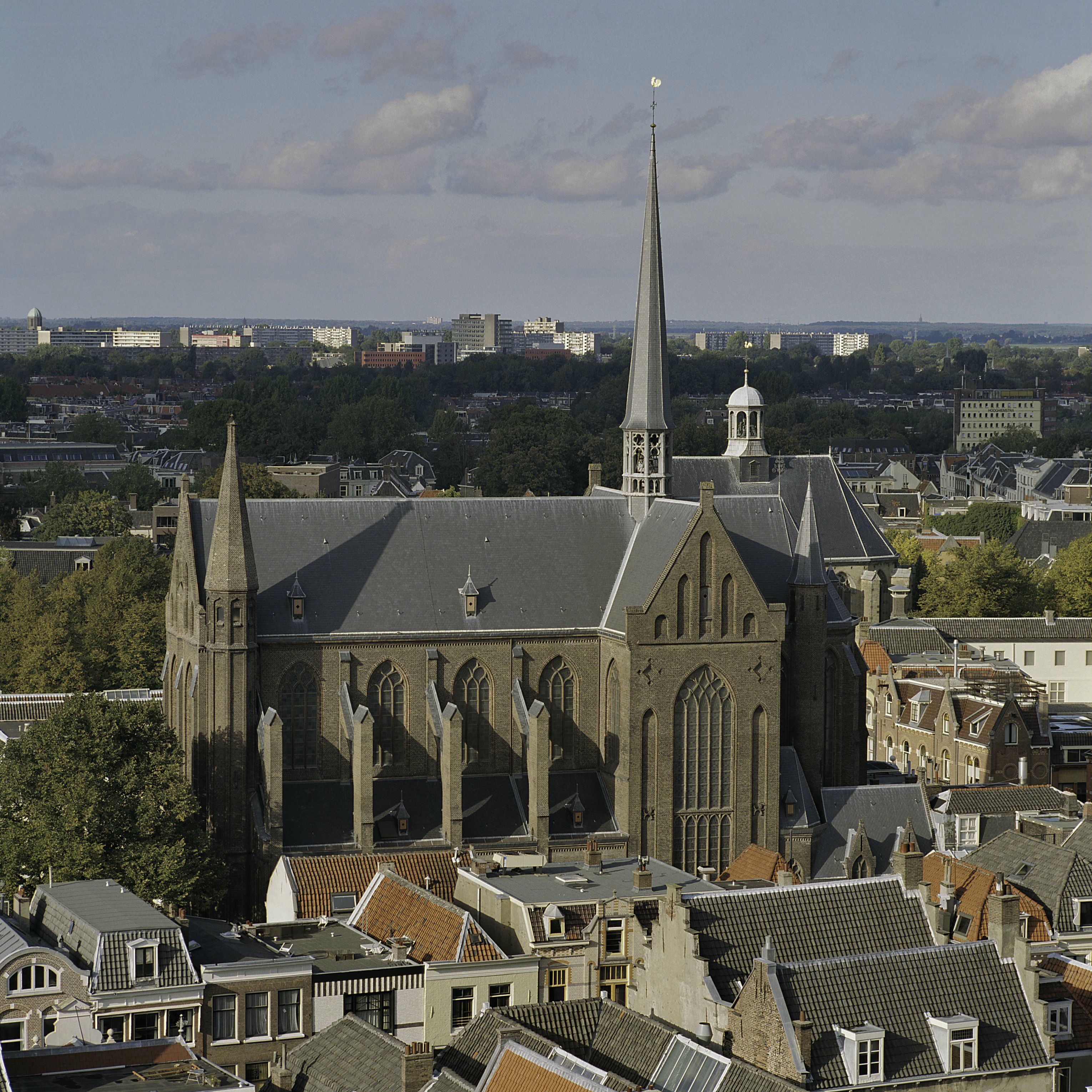
Vue aérienne de l'église.

L'église Saint-Willibrord est une église catholique de style néo-gothique sise à Utrecht aux Pays-Bas. Construite de 1875 à 1891, elle se trouve sur la Minrebroerstraat. Elle appartient à la fondation Saint-Willibrord (Sint-Willibrordus Stichting) qui en a confié le culte en 2015 à la Fraternité Saint-Pie-X. L'église est inscrite aux Rijksmonument depuis 1976. 

## Histoire
Il existait une église catholique clandestine depuis le XVIIe siècle à Hartsteeg, mais le culte catholique ne sera permis qu'en 1795. Avec le rétablissement de la hiérarchie catholique en 1853, il est nécessaire de bâtir de nouveaux lieux de culte. Le projet est confié à Alfred Tepe qui dessine les plans d'une église plus haute et plus courte qu'à l'habitude, l'édifice étant entouré de bâtiments déjà construits. Elle est consacrée le 21 juin 1877 par Mgr Andreas Ignatius Schaepman et placée sous le vocable de saint Willibrord, évangélisateur de la région au VIIe siècle et premier évêque d'Utrecht. Elle se distingue à l'intérieur par son décor peint néo-gothique (terminé en 1891) et ses vitraux remarquables, en grande partie de l'atelier d'Heinrich Geuer. Les portes du tabernacle ont été decorées par le peintre Jacob Ydema en 1939.
Sous l'épiscopat du cardinal Alfrink, l'archevêché voulait démolir l'église jugée trop somptueuse et trop onéreuse. Une fondation, la Sint-Willibrordus Stichting, mise sur pied par le Père Winand Kotte A.A. (1922-2006), l'a donc rachetée malgré l'opposition du cardinal Alfrink pour continuer à y célébrer le culte. Elle a été restaurée entre 1991 et 2005.
L'église célèbre le messe tridentine selon la liturgie d'avant la réforme des années 1965-1969, après un compromis trouvé avec l'archevêché (certaines messes en semaine sont célébrées selon le Novus Ordo), et en accord avec la municipalité (depuis juin 2017) à condition d'ouvrir l'église pour des concerts et journées du patrimoine. L'église est réputée pour ses concerts.

## Orgue
Le premier orgue date de 1885 et provient de la maison Stulting & Maarschalkerweerd, avec deux claviers et seize registres. Mais il est anéanti par un incendie en 1905. Le second est fabriqué par Michaël Maarschalkerweerd avec deux claviers, seize registres et un pédalier. Il est agrandi en 1947 par la maison Verschueren qui modernise les tuyaux. Il est restauré en 1997 par la maison Elbertse et encore agrandi. Il possède aujourd'hui vingt-neuf registres, deux claviers et un pédalier.
| I Hoofdwerk C–g3 |       |
| Prestant         | 16′   |
| Bourdon          | 16′   |
| Prestant         | 8′    |
| Salicionaal      | 8′    |
| Bourdon          | 8′    |
| Prestant         | 4′    |
| Fluit            | 4′    |
| Quint            | 2\|3′ |
| Flageolet        | 2′    |
| Mixtuur IV-VI    |       |
| Cornet II-V      |       |
| Trompet          | 8′    |

| II Zwelwerk C–g3   |    |
| Open Fluit         | 8′ |
| Gamba              | 8′ |
| Céleste            | 8′ |
| Holpijp            | 8′ |
| Zingend Prestant   | 4′ |
| Fluit Octaviante   | 4′ |
| Sesquialter II     |    |
| Cymbel IV          |    |
| Trompet Harmonique | 8′ |
| Hobo               | 8′ |
| Tremulant          |    |

| Pedaal C–f1 |     |
| Prestant    | 16′ |
| Subbas      | 16′ |
| Octaaf      | 8′  |
| Prestant    | 4′  |
| Fluit       | 4′  |
| Bazuin      | 16′ |
| Trombone    | 8′  |

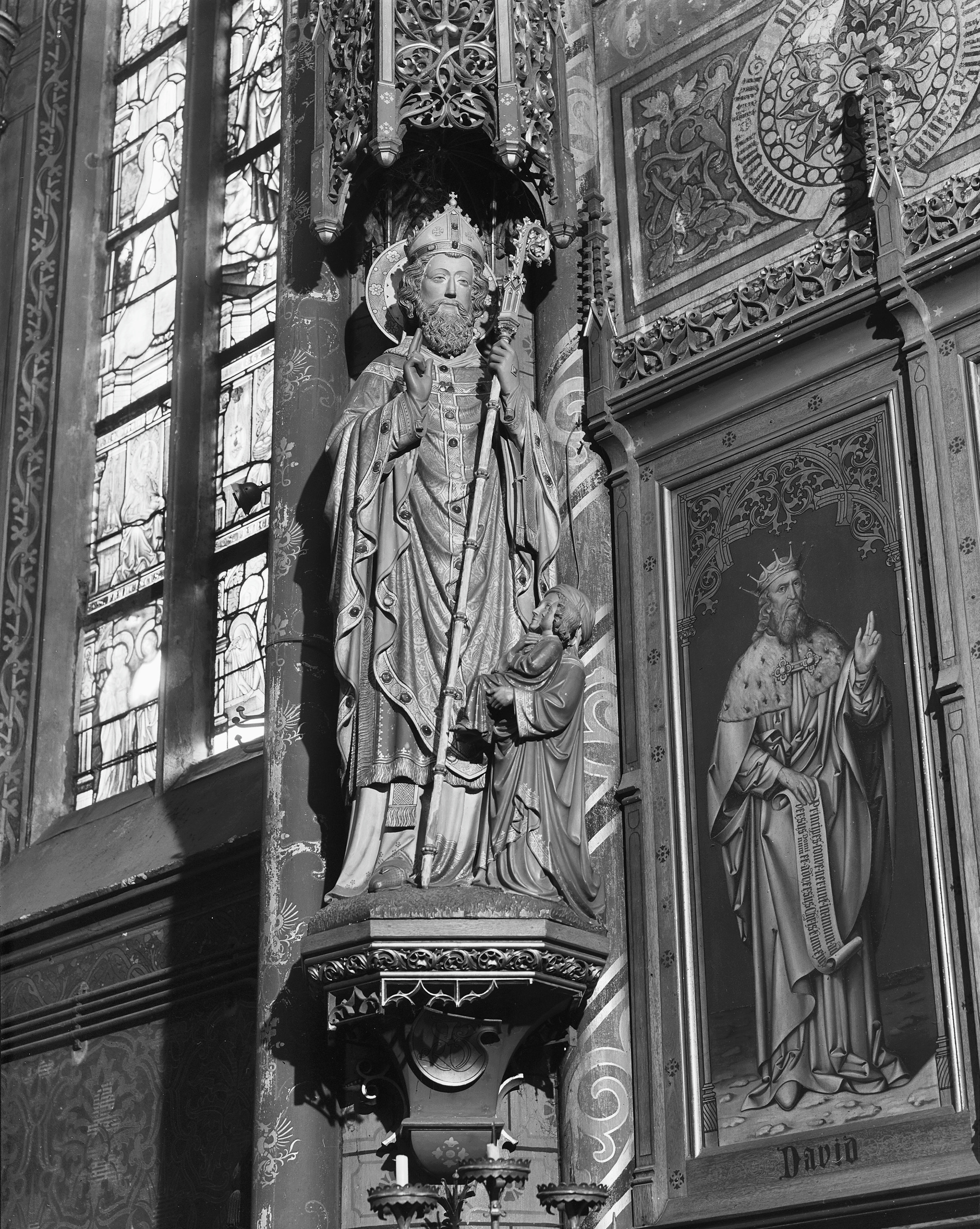
Saint Blaise.
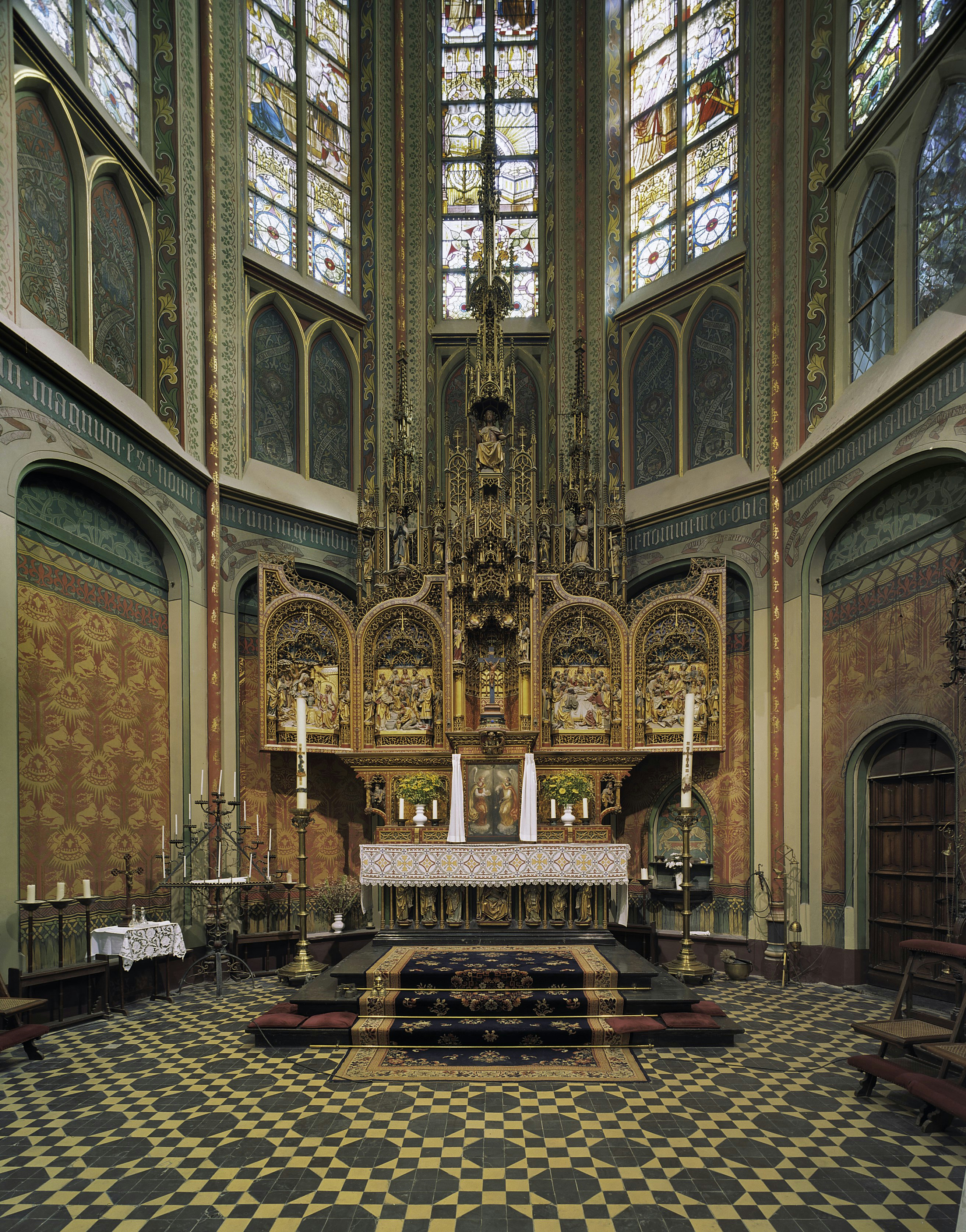
Maître-autel avec retable.
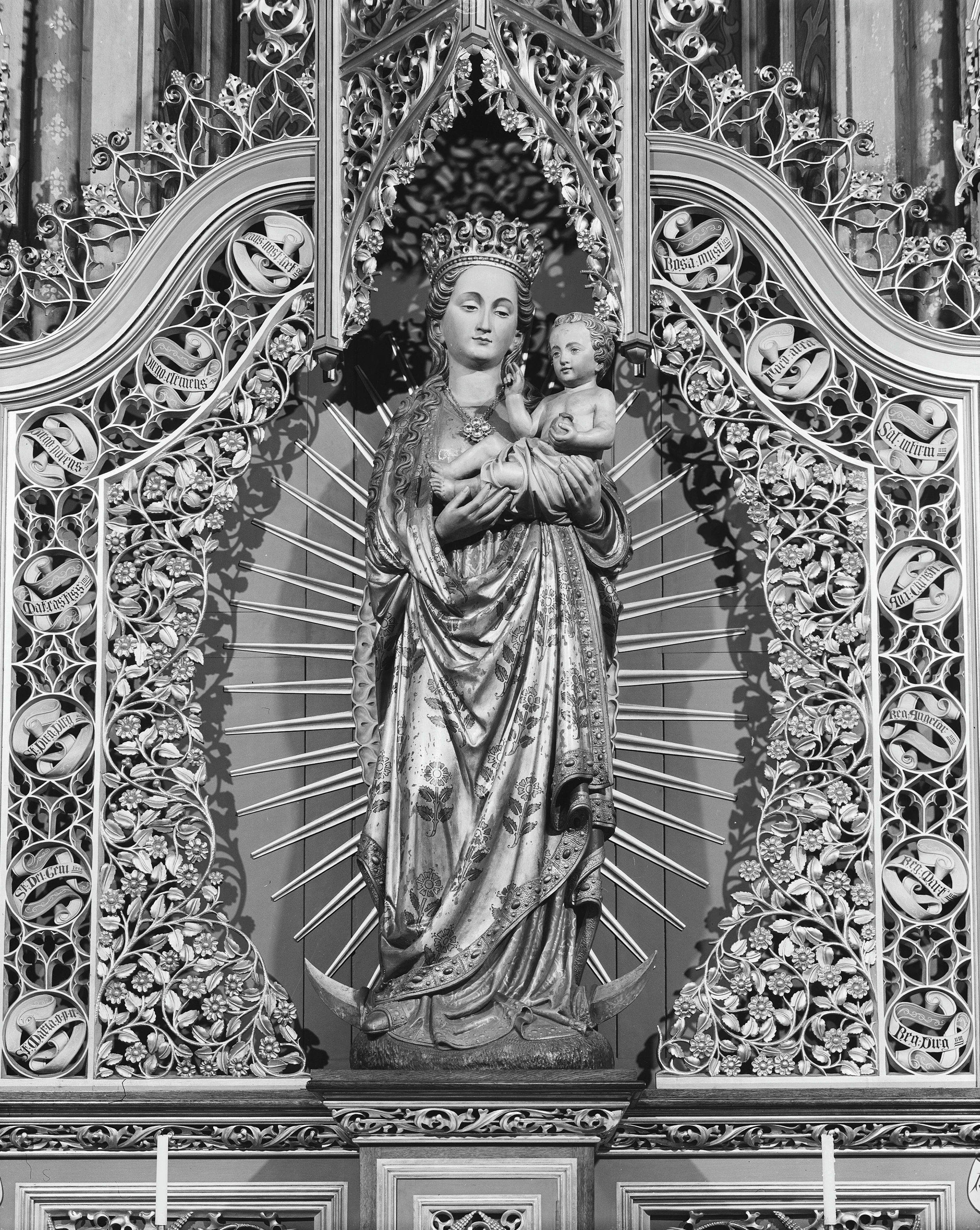
Statue de la Vierge à l'Enfant pour l'autel de la Vierge